# Simulium indicum
Simulium indicum es una especie de insecto del género Simulium, familia Simuliidae, orden Diptera.
Fue descrita científicamente por Becher, 1885.